# Jan van der Bij
Jan van der Bij (Drachten, 25 settembre 1991) è un canottiere olandese.

## Biografia
Si è laureato campione continentale a Poznań 2020 assieme a Boudewijn Röell, Sander de Graaf e Nelson Ritsema.
Ha fatto la sua seconda apparizione olimpica a Tokyo 2020 (differti nell'agosto 2021 a causa della pandemia di COVID-19), classificandosi 6º nell'quattro senza, insieme a Boudewijn Röell, Sander de Graaf e Nelson Ritsema.
Agli europei di Bled 2023 è salito sul terzo gradino del podio nell'8, con Nicolas van Sprang, Rik Rienks, Ruben Knab, Sander de Graaf, Jacob van de Kerkhof, Ralf Rienks, Mick Makker e Dieuwke Fetter.
Ai mondiali di Belgrado 2023 ha guadagnato l'argento nell'8, assieme a Guus Mollee, Olav Molenaar, Guillaume Krommenhoek, Sander de Graaf, Jacob van de Kerkhof, Gert-Jan van Doorn, Mick Makker e Dieuwke Fetter.

## Palmarès
- Giochi olimpici

Parigi 2024: argento nell'8.
- Mondiali

Belgrado 2023: argento nell'8.
- Europei

Poznań 2020: oro nel 4 senza.
Bled 2023: bronzo nell'8.